# Arnold Vinnius

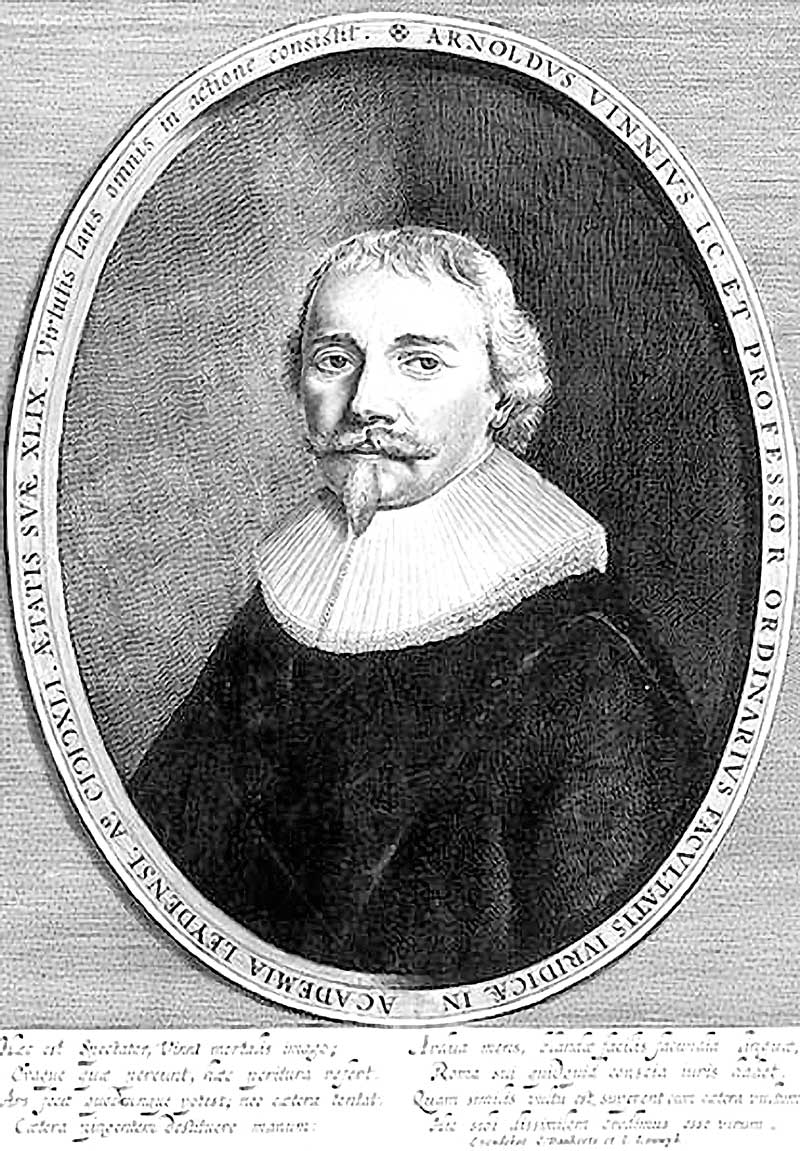
Arnold Vinnius

Arnold Vinnius, auch Vinnen (* 4. Januar 1588 in Monster; † 1. September 1657) war einer der bedeutendsten Juristen des 17. Jahrhunderts in den Niederlanden. Er gilt als Vertreter des usus modernus pandectarum.

## Leben
Vinnius war der Sohn von Michael Vinnius und Margaretha van Eck. Nach dem Besuch der Lateinschule in ’s-Gravenhage studierte er seit dem 25. April 1603 Rechtswissenschaften in Leiden. Zu seinen Lehrern zählten unter anderem Eberhard Bronchorst und Gerardus Tuningius (1566–1610). Letzterer war ein Schüler von Hugo Donellus. Nachdem er 1612 zum Doktor der Rechte promoviert hatte, gab er ab dem 8. Mai 1618 als habilitierter Lektor, mit dem Titel De Verborum Significationibus of Regulis juris, Privatunterricht in Leiden. 1620 wurde er von der Fakultät bei der Vergabe einer Professur nicht berücksichtigt, weil er sich zuvor abwertend über die Leidener Professorenkollegen geäußert hatte.
In der Zwischenzeit hatte Vinnius 1619 die Funktion eines Rektors an der Lateinschule in Den Haag übernommen. Dieses Amt bekleidete er bis 1632. So dauerte es bis zum 8. Mai 1633, bevor er außerordentlicher Professor der „Instituten“ in Leiden wurde und am 9. Februar 1636 schließlich einen ordentlichen Lehrstuhl erhielt. Ab 1640 gab er Vorlesungen zu den Pandekten und wurde am 8. Februar 1649 Professor des Fachs Pandekten/Digesten. Ab 1654 gab er Vorlesungen zum Codex Iustinianus, welche er bis zu seinem Tod hielt. In seiner Eigenschaft als Professor an der Leidener Hochschule beteiligte er sich auch an den organisatorischen Angelegenheiten derselben und war in den Jahren 1649/50 sowie 1657 Rektor der Alma Mater.

## Lehre
Vinnius’ Lehre war durchdrungen von den Einflüssen des Hugo Donellus. Seinen Werken legte er dessen systematische Darstellungsmethode zugrunde, in Abkehr zur Arbeitsweise der Glossatoren in Ansehung des Corpus iuris civilis. Besonderes Augenmerk legte Vinnius – anders als sein Landsmann Gerhard Noodt, der in der Tradition des Französischen Humanismus stand und sich am antiken römischen Recht orientierte – auf das Ineinandergreifen antiker Rechtsstrukturen und einheimischen Gewohnheitsrechts. Damit entsprach er den Charakteristika des usus modernus pandectarum.
Vinnius’ bekanntestes Werk ist ein Kommentar zu den Institutiones Iustiniani. Er arbeitete das iustinianische Lehrbuch historisch und philologisch auf, alsbald wurde es selbst zu einem Standardlehrbuch. Weiterhin gab er Hinweise zum niederländischen Recht seiner Zeit. Dieses, wie seine ursprüngliche Grundlage, in lateinischer Sprache geschriebene Werk wurde nicht nur in den Niederlanden gedruckt und verbreitet, sondern in ganz Europa. In vielen Punkten folgt Vinnius, teils wörtlich, Hugo Grotius’ Werk zum römisch-holländischen Recht „Inleidinge tot de Hollandsche rechts-geleerdheid“. Für Spanien gab es eine von der Inquisition gesäuberte Version des Werkes, „Vinnius castigatus“, worin vor allem das Eherecht der Lehre der katholischen Kirche angepasst wurde.

## Werke
- In quatuor libros institutionum imperialium commentarius academicus et forensis, Herborn 1699 (Digitalisat) – in zwei Dekreten 1721 und 1724 durch die Glaubenskongregation auf den Index gesetzt[3]
- Ger. Tuningii Commentarius in Libros IV Institutionum Juris Civilis. Leiden 1618
- Jurisprudentiae contractae S. Partitionum Juris civilis libri IV variis observationibus et Notis perpetuis illustrati. Den Haag 1631, Rotterdam 1663,
- Oratio auspicalis anno 1633 pridie kal. Martii habita, dum Professionem juris in Academia Lugduno-Batava ordiretur typis Justi Livii. 1633
- Commentarius Academicus et Forensis in Institutiones Juris civilis Justinianeas. Den Haag 1644, (wurde in Rom 1725 auf den Index gesetzt)
- De Pactis, Jurisdictione, Collatioribus et Transactionibue 4. Rotterdam 1644.
- Notae in Authores de Origine et Progsessu Juris Civilis Romuni cum Observationibus Simonis van Leeuwen. Leiden 1672
- Selectarum Quaestionum Juris libri II quibus additaë sunt Simonis Vinnii Arnoldi filii orationes duae. Rotterdam 1672